# 東京捲管螺
東京捲管螺（学名：Philbertia tokyoensis）为捲管螺科粗切嘴螺屬下的一个种。其种加词“tokyoensis”意为“东京的”。